# Vaccinium habbemae
Vaccinium habbemae är en ljungväxtart som beskrevs av Koorders. Vaccinium habbemae ingår i Blåbärssläktet, och familjen ljungväxter.

## Underarter
Arten delas in i följande underarter:
- V. h. parvifolium
- V. h. pluriglandulosum